# Prefectura de Gunma
La prefectura de Gunma (群馬県, ぐんまけん Gunma-ken?), es una prefectura japonesa sin salida al mar ubicada en la región de Kantō en la isla de Honshū, Japón. La prefectura de Gunma tiene una población de 1.937.626 habitantes (1 de octubre de 2019) y tiene una superficie geográfica de 6.362 kilómetros cuadrados.
Maebashi es la capital y Takasaki es la ciudad más grande de la prefectura de Gunma, así como otras ciudades importantes como Ōta, Isesaki y Kiryū. La prefectura de Gunma es una de las ocho prefecturas sin salida al mar, situada en la esquina noroeste de la llanura de Kantō, con un 14% de su territorio total designado como parque natural.

## Historia
Se encuentran bastantes ruinas del Paleolítico (Los vestigios de Iwajuku que son renombradas por ser la primera evidencia de que una cultura de la Edad de Piedra que existió en el Japón, fueron descubiertas en el pueblo de Kasakake en 1946. El descubrimiento fue crucial por probar la existencia de una cultura que procedía del período Jomon). Kamitsukenunokuni（上毛野国）era el centro del antiguo país del Este, y desde el comienzo del siglo IV empezaron a aparecer algunas de los montículos de las tumbas antiguas. En la parte oriental de Japón se ha comprobado la construcción de las ruinas más grandes de Japón, como ser, Maebashitenjinyama-kofun, Asakotsuka-kofun (en la ciudad de Ota), Asama-kofun (ciudad de Takasaki), Otatenjinyama-kofun. Además en la ciudad de Ota se ha encontrado el Haniwa keikono Bujin, la cual ha sido nombrado como el tesoro nacional.

## Geografía

### Ciudades
- Annaka
- Fujioka
- Isesaki
- Kiryū
- Maebashi (capital)
- Midori
- Numata
- Ota
- Shibukawa
- Takasaki (ciudad más poblada)
- Tatebayashi
- Tomioka
- Haruna

### Hidrografía
- El lago Okushima, con una circunferencia de cuatro kilómetros.[3]

### Clima
- La temperatura más alta jamás registrada en Japón, 41,8 °C, se registró en la ciudad de Isesaki (Gunma) el 5 de agosto de 2025.[4]

## Miscelánea
Aquí se desarrolla la mayor parte de la Serie de Anime "Initial D" en su primera temporada; en los montes: Haruna (en la ficción Akina), Usui, Akagi y Myogi.
También se desarrolla por completo la historia del anime y manga Nichijou, siendo el Instituto de Isesaki el escenario principal debido a que su autor Arawi Keiichi cursó sus estudios en el mismo.